# Environnement au Chili
L'environnement au Chili est l'environnement (ensemble des éléments - biotiques ou abiotiques - qui entourent un individu ou une espèce et dont certains contribuent directement à subvenir à ses besoins) du pays Chili, pays d'Amérique du Sud.

## La biodiversité du Chili

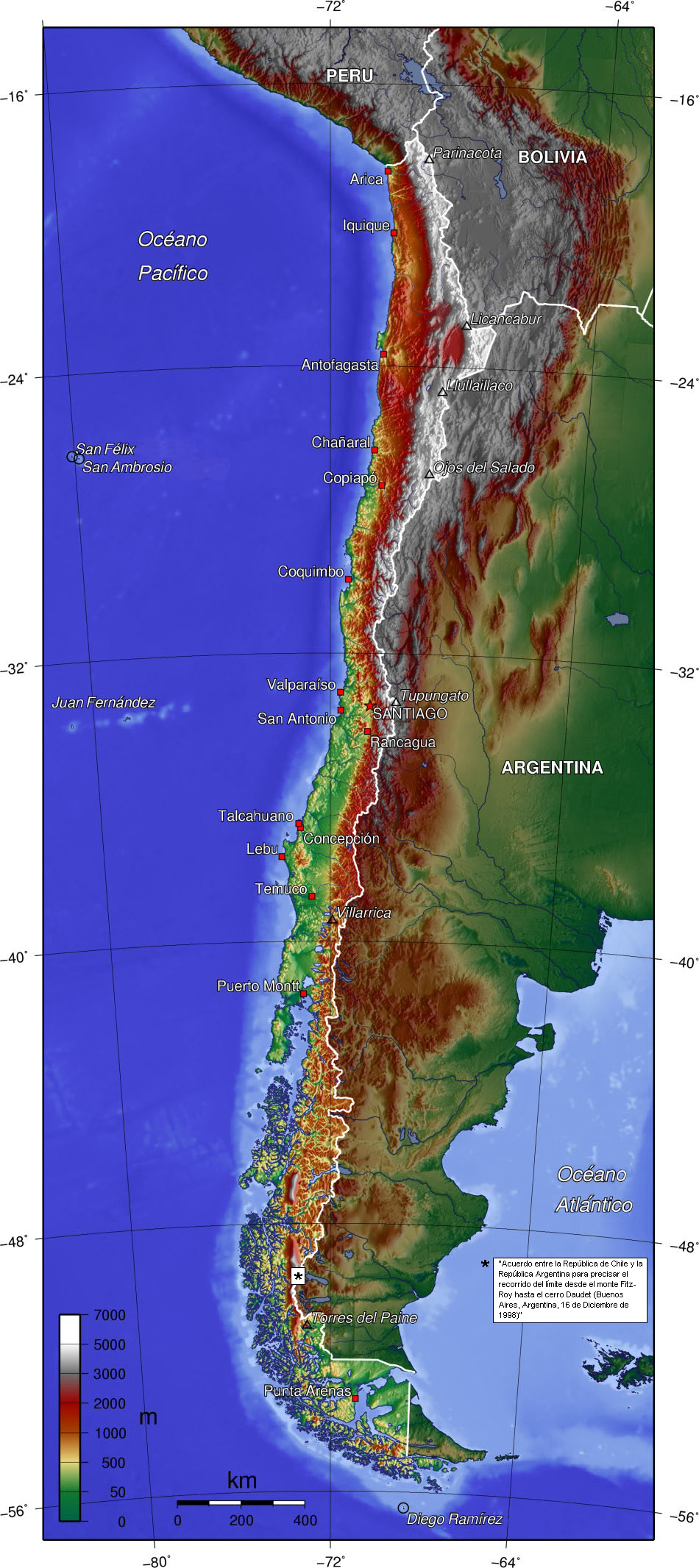
Carte topographique du Chili.

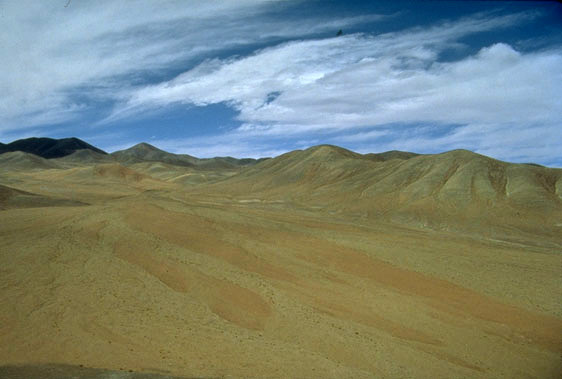
Le désert d'Atacama.

### Milieux
La géographie très particulière du pays, mince bande de terre courant sur plus de 4 000 km du nord au sud, entraîne naturellement une grande diversité de climats (insolation plus ou moins forte). Les températures vont en augmentant doucement du Sud au Nord, tandis que les précipitations, très abondantes dans le Sud, se raréfient quand on remonte vers le nord. Ainsi, le Sud du pays connait un climat polaire océanique frais et très humide, tandis que le Nord connaît un climat désertique tempéré. La zone centrale, autour de la capitale, bénéficiant, elle, d'un climat méditerranéen,. Isolée à quelque 3 500 kilomètres de la côte chilienne, l’île de Pâques bénéficie d’un climat maritime à caractéristiques subtropicales.

### Faune et flore
Une réserve nationale héberge 80 % de la population mondiale de manchots de Humboldt, une espèce en danger d’extinction. 
La flore est également diversifiée.

### Espaces protégés

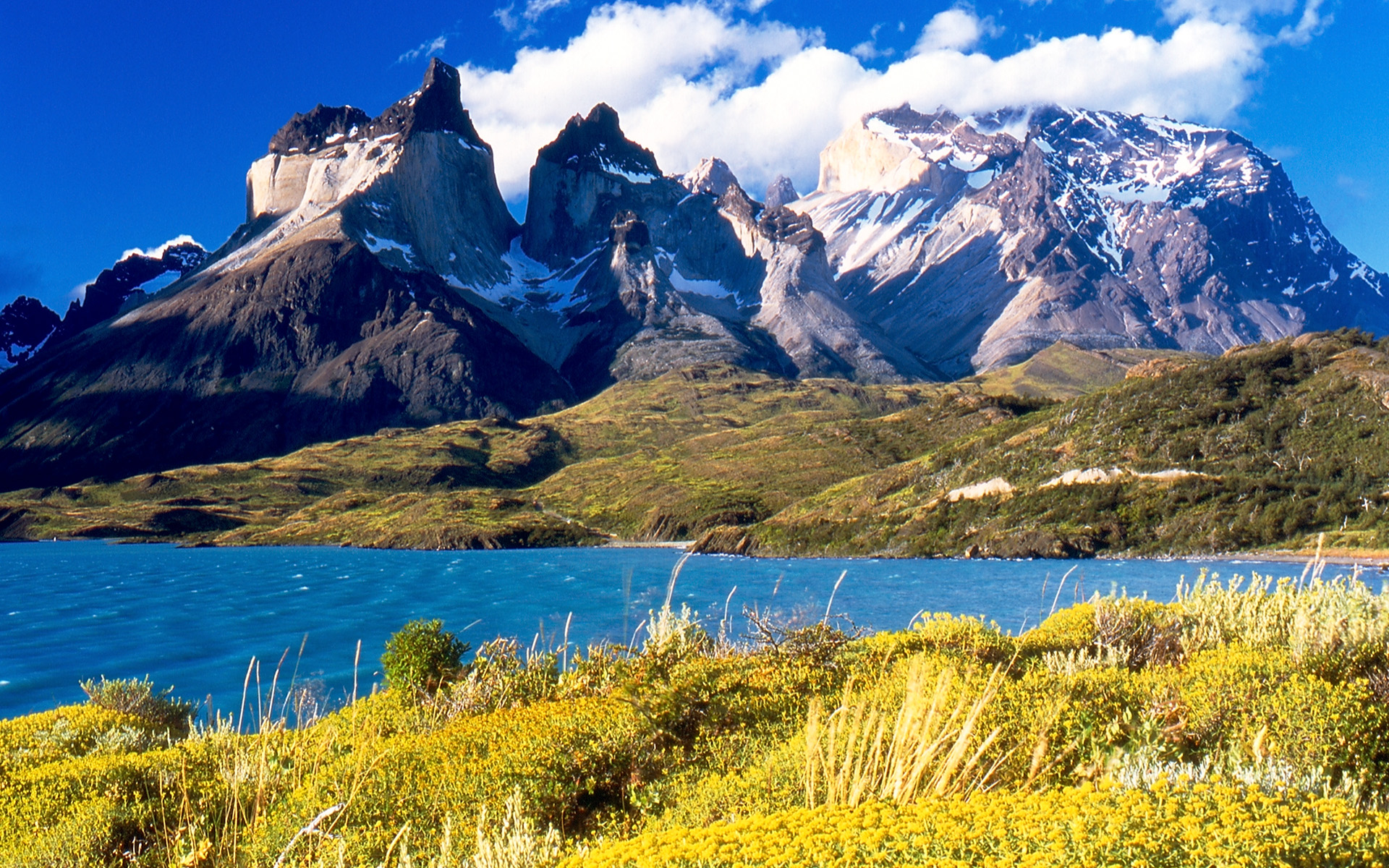
Parc national Torres del Paine vue du Lac Pehoé.

## Impacts sur les milieux naturels

### Activités humaines

#### Agriculture
Le centre du Chili connaît une grave sécheresse depuis une dizaine d’années. En 2019, le ministère de l’agriculture dénombrait la perte de plus de 100 000 chèvres, bovins et ovins, dans cette région de Petorca où des dizaines de milliers de personnes sont alimentées en eau par camion. La monoculture d'avocatier, reste, elle irriguée.

### Pression sur les ressources non renouvelables et politique énergétique

#### Ressources minières
Les mines de cuivre sont vues d'un mauvais œil par la population en raison de leur consommation d'eau

#### Ressource en eau
Le champ de glace Sud de Patagonie(Campo de Hielo Sur) est une importante réserve d’eau douce située dans la zone australe du pays.

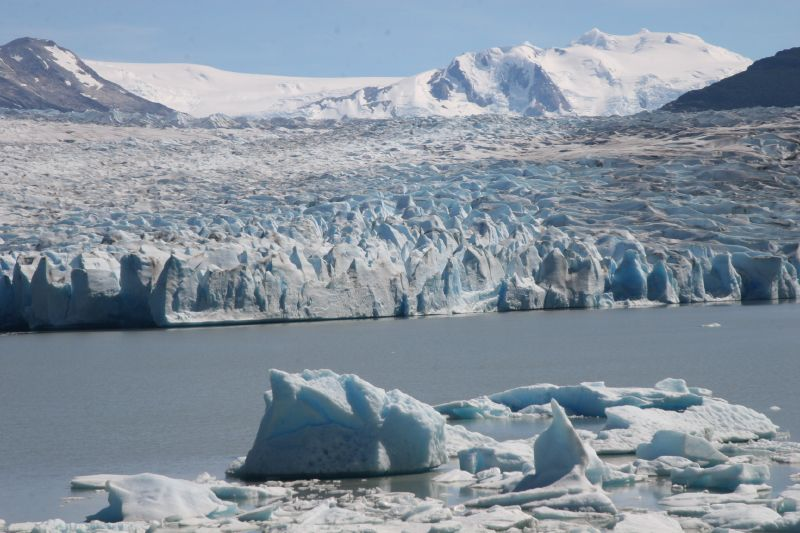
Vue du Campo de Hielo Sur, une importante réserve d’eau douce située dans la zone australe du pays.

### Pollutions

#### La pollution de l'air
Le Chili est le deuxième pays d'Amérique latine (après le Mexique) où les niveaux de pollution de l'air sont les plus élevés.

### Impacts de l'urbanisation
La Vallée Centrale est la zone la plus peuplée du Chili. Les plaines littorales sont étendues et permettent l’établissement de villes et de ports. 

## L'exposition aux risques

### Risques
- Risques sismiques : le Chili fait partie de la ceinture de feu du Pacifique, une chaîne de volcans qui entoure cet océan. Rien qu’au Chili, il y a plus de deux mille volcans, dont quarante-sept sont toujours actifs[7]. En effet le territoire est situé sur la jointure de deux plaques tectoniques, les plaques tectoniques Nazca et sud-américaine, provoquant un fort risque sismique. Depuis 1900, le Chili a connu cinq des vingt plus violents séismes enregistrés sur terre. Pour la décennie 2010 trois séismes d'une intensité supérieure à 8 se sont ainsi produits : en 2010 (8,8), 2014 (8,2) et 2015 (8,3). Ces séismes n'ont heureusement pas été les plus meurtriers. Depuis le séisme de Chillán en 1939, une politique stricte de construction parasismique est en vigueur dans le pays. Son efficacité a été démontrée notamment par le très faible impact sur les constructions contemporaines du séisme du 27 février 2010. Lors de cet événement, ce sont majoritairement des bâtiments traditionnels en adobe qui ont été détruits, affectant ainsi une partie du patrimoine architectural et historique du pays. Plus de la moitié des 521 décès ont été causés par le raz-de-marée déclenché par le séisme. Sa survenue n'a pas été communiquée à temps par le service des urgences nationales aux populations côtières, quoique l'information fut disponible par exemple en Amérique du Nord.
- Risques liés aux ruptures de lacs de glaciers issus de la fonte accélérée des glaciers dans le contexte du réchauffement climatique[8]

## Politique environnementale au Chili

### Quelle protection des espaces naturels et des peuples autochtones?
- Pour protéger les manchots, le Chili a rejeté en 2017 un projet minier[3].

### Acteurs locaux
- Rodrigo Mundaca lutte contre la privatisation de l’eau. Il a reçu, mercredi 20 novembre 2021 à Paris, un prix de la Fondation Danielle-Mitterrand pour son combat[4].